# Eisenbahnbrücke Schwabelweis
Die Eisenbahnbrücke Schwabelweis führt die Bahnstrecke Regensburg–Weiden in Regensburg über die Donau. Die Eisenbahnbrücke steht bei Stromkilometer 2376,82 rund 500 m oberhalb der Donaubrücke Schwabelweis, einer Straßenbrücke im Zuge des Odessa-Rings. 200 m weiter südlich steht eine kurze Brücke gleicher Bauart, die die Bahnstrecke über die Einfahrt zum Westhafen führt.
Die Brücken haben ihren Namen von dem nahegelegenen Dorf Schwabelweis, das erst 1924 von Regensburg eingemeindet wurde.

## Beschreibung
Die zweigleisige Brücke ist insgesamt 360 m lang und 11,7 m breit. An ihrer westlichen, der Stadt zugewandten Seite verläuft ein Geh- und Radweg. Sie besteht aus fünf 50 m langen stählernen Fachwerkträgern sowie zwei im Norden und vier im Süden anschließenden steinernen Bogenfeldern mit den Pfeilerachsabständen von 2×22 + 5×50 + 3×22 m.
Die Durchfahrtshöhe beträgt 5,95 m (Talfahrt) bzw. 6,00 m (Bergfahrt) über dem Höchsten Schifffahrtswasserstand (HSW 2010). Ihre steinernen Strompfeiler stehen auf 14 m weiten Sockelplatten. Die dadurch nur 36 m breite Durchfahrt stellt erhöhte Anforderungen an heutige Schubverbände.

## Geschichte

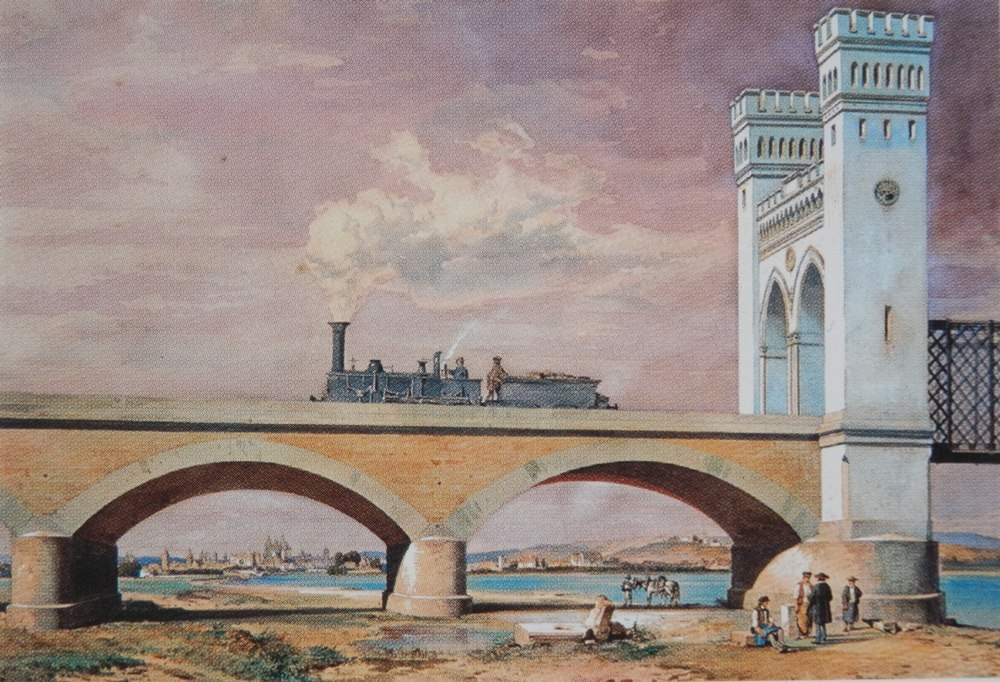
Schwabelweisbrücke; Aquarell von Albert Emil Kirchner (1859)

Die Actiengesellschaft der bayerischen Ostbahnen hatte 1856, dem Jahr ihrer Gründung, mit dem Bau der Strecke Nürnberg–Amberg–Regensburg begonnen und den Gunzenhausener Unternehmer Friedrich Grimm mit der Ausführung der Strompfeiler der Donaubrücke und der anschließenden steinernen Bogenbrücke beauftragt, die in dem damals noch unbebauten Gebiet das weit nach Süden reichende Hochwasserbett überqueren musste.
Der Brückenoberbau war zu der Zeit umstritten. 1857 war die Großhesseloher Brücke mit ihren von Friedrich August von Pauli entwickelten Pauliträgern fertig geworden. Die Fachwelt diskutierte deren Einsatz auch für die Schwabelweiser Brücke, sogar König Max II. von Bayern persönlich sprach sich dafür aus. Dennoch entschied sich der Direktor der Ostbahn Paul Camille von Denis, der als Gegner von Paulis galt, für Gitterträger, die von den Maffeischen Werkstätten in Regensburg geplant und montiert wurden. Auch die Brückenportale mit den vier Ecktürmen gehen auf von Denis zurück. Sie entsprachen dem Vorbild der großen Rheinbrücken, waren in Bayern aber unüblich und hatten keinerlei Funktion. Die Portale und die Pfeiler wurden schon für eine zweigleisige Strecke ausgelegt, der Überbau wurde aber nur für einen eingleisigen Betrieb ausgeführt. Er bestand aus fünf knapp 50 m langen schmiedeeisernen Gitterträgern. Auf der Nordseite folgten ihnen drei und auf der Südseite zwölf gemauerte Segmentbögen.
Die Brücke und die Bahnlinie wurden im Dezember 1859 eröffnet.
Der neue Luitpoldhafen, der zwischen 1907 und 1910 angelegt wurde, erhielt eine sich mit den steinernen Bögen der Brücke kreuzende Einfahrt. Die Bögen mussten deshalb durch eine stählerne parallelgurtige Fachwerkträgerbrücke ersetzt wurden.
In den ersten Jahrzehnten des 20. Jahrhunderts wurden die Brücken und die Strecke für einen zweigleisigen Verkehr ausgebaut und mit einem neuen, stählernen Überbau versehen, der an die gewaltig gestiegenen Gewichte der Lokomotiven angepasst war.
1945 wurden Hafen und Brücken bombardiert. Die gegenwärtigen Brücken sind daher die Neubauten aus der Nachkriegszeit.